# Ходячі мерці (сезон 2)
Другий сезон телесеріалу «Ходячі мерці» складається з 13 епізодів. Прем'єра першого епізоду сезону відбулась в США на телеканалі AMC 16 жовтня 2011, а останнього — 18 березня 2012 року. Телесеріал заснований на однойменній серії графічних романів Роберта Кіркмана, Тоні Мура і Чарлі Адларда. Ідея належить Лисенко Анастасії, яка виступала в ролі виконавчого продюсера другого сезону спільно з Робертом Кіркманом та Гленом Маззарою.
Фінальний епізод сезону переглянули рекордні 9.0 мільйонів телеглядачів, тим самим зробивши його найрейтинговішим епізодом сезону та найпопулярнішим епізодом оригінального телесеріалу в історії телеканалу AMC, аж до прем'єри третього сезону, який переглянуло 10.9 мільйонів телеглядачів.

## Сюжет
Другий сезон розпочинається з того, як Рік Граймс і його група покидають Атланту. Вони вирішують, що їхнім наступним пунктом призначення буде Форт Беннінг. По дорозі вони потрапляють у пробку на шосе I-85, яка утворилась з покинутих автомобілів. Група обшукує їх, в надії знайти якісь припаси, коли на них починає насуватись велика орда «блукачів». Донька Керол — Софія, перелякавшись їх, побігла в ліс. Карла випадково підстрелили під час того як вони шукали Софію. Решта групи чує постріл, але не знає що відбувається, тому продовжує пошуки дівчинки. Отіс, мисливець, який підстрелив Карла, відводить Ріка і Шейна до великої, ізольованої ферми, яка належить ветеринару, якого звуть Гершель Грін. Решта групи переселяються на ферму, поки Карл видужує від поранення. Вони намагаються співіснувати з сім'єю Гершеля, проте через небезпечні таємниці та розбіжності напруженість між ними наростає. Деріл проявляє ініціативу у пошуку Софії, і в результаті зближується з Керол. У Глена зав'язуються стосунки з донькою Гершеля Меггі, і він виявляє, що сарай Гершеля заповнений «блукачами» і багато хто з них були друзями та родичами Гершеля за життя. Коли Шейн відкриває ворота сараю та випускає «блукачів», то виявляється, що серед них була і Софія, яку Рік вбиває пострілом в голову.
Цілісність групи піддається випробуванню після стрільби в сараї. Керол в печалі через смерть доньки, так як і Деріл, який стверджує, що група «зламана». Гершель, реагуючи на те що сталося, говорить що Рік з групою повинні покинути ферму, а тим часом і сам зникає. Рік та Гленн вирушають на його пошуки і знаходять його п'яним у місцевій таверні. Після спроб переконати Гершеля повернутися, двоє інших чоловіків, які вижили зі своєю групою, заходять в бар. Вони розповідають Ріку що Форт Беннінг захопили мерці і наполягають на тому, щоб вони переселились на ферму до Гершеля. Ситуація швидко загострюється і між ними стається перестрілка, у якій ці двоє чоловіків помирають. Група людей, що були з померлими швидко знаходить їх та відкриває вогонь по Ріку, Гершелю та Глену. Постріли привертають увагу «блукачів» і вони швидко відступають, залишивши там свого пораненого члена групи Рендела. Рік не може змиритися з думкою, що «блукачі» вб'ють його, тому вони рятують хлопця і з зав'язаними очима везуть на ферму.
Так як таємне місце розташування ферми може бути розкрите, Рік вирішує вивезти Рендела якомога далі. Через непорозуміння із Шейном, Рік вирішує привезти його назад, відходячи від задуманого плану. Донька Гершеля Бет намагається покінчити з життям, адже ситуація, що склалася здається їй безнадійною. Керол, не зважаючи на свій смуток, намагається повернути Деріла назад до групи. Група обговорює долю Рендела, і, незважаючи на протести Дейла, вирішує стратити його. Карл спостерігає за тим, як Рік готується виконати вирок. Дейла смертельно поранив «блукач», який проліз на територію ферми, і Деріл вирішує вбити його щоб позбавити страждань. Після похорону Дейла група вирішує, що потрібно заново відкрити для себе свою людяність. Вони ведуть пошуки Рендела, якого Шейн таємно відпустив та вбив. Деріл та Гленн, які знайшли Рендела з переламаною шиєю, виявили що у нього немає укусів, і зрозуміли, що перетворитись на «блукача» можна і без участі зомбі. Під час пошуків Рендела Шейн заманює Ріка в ліс щоб убити, але Рік вбиває його. Після смерті Шейн оживає і Карл вбиває його пострілом в голову.
Стрільба привертає увагу «блукачів», і Рік з Карлом змушені заховатись у сараї. Після того, як сарай заполонили блукачі, вони підпалюють його, а самі втікають. У бою за ферму Джиммі та Патрісія були вбиті, а Андреа, відставши від групи, змушена виживати самостійно. Пізніше її рятує загадкова особа, на прив'язі у якої двоє «блукачів» без рук.
Ті що вижили — Рік, Лорі, Карл, Гленн, Деріл, Керол, Ті Дог, Меггі, Бет і Гершель зустрічаються на шосе, але вони змушені розбити табір через нестачу пального. Засмучений, Рік розкриває правду про смерть Шейна і про те, що сказав йому доктор Дженнер у ЦКЗ: усі вони є переносниками вірусу і не зважаючи на те чи вкусили тебе — після смерті всі стануть «блукачами». Сезон закінчується тим, що неподалік від їхнього табору видніється велика в'язниця.

## У ролях

### Основний склад
- Ендрю Лінкольн — Рік Граймс — головний протагоніст серіалу, колишній заступник шерифа з округу Кінг, Джорджія, Чоловік Лорі та батько Карла. (13 епізодів)
- Джон Бернтал — Шейн Волш — близький друг Ріка, колишній заступник шерифа та головний антагоніст. (12 епізодів)
- Сара Вейн Келліс — Лорі Граймс — дружина Ріка та матір Карла. (13 епізодів)
- Лорі Голден — Андреа — колишній успішний адвокат, чия молодша сестра померла в першому сезоні. (13 епізодів)
- Джеффрі ДеМанн — Дейл Горват — найстарший член групи, власник RV на якому група подорожує. (10 епізодів)
- Стівен Ян — Гленн — колишній доставщик піци та невід'ємний член групи. (12 епізодів)
- Чендлер Ріггз — Карл Граймс — син Ріка та Лорі (12 епізодів)
- Норман Рідус — Деріл Діксон — основний мисливець групи. (12 епізодів)
- Мелісса МакБрайд — Керол Пелетьєр — член групи, яка піддавалася домашньому насиллю з боку свого чоловіка до його смерті. (12 епізодів)

### Другорядний склад
Персонажі з попереднього сезону:
- Айрон Сінґлтон — Ті-Дог — член групи. (12 епізодів)
- Медісон Лінтц — Софія Пелетьє — донька Керол. (4 епізоди)

Нові персонажі:
- Лорен Коен — Меґґі Ґрін — старша донька Гершеля. (12 епізодів)
- Емілі Кінні — Бетт Ґрін — молодша донька Гершеля. (11 епізодів)
- Джейн МакНіл — Патрісія — дружина Отіса. (11 епізодів)
- Скотт Вілсон — Гершель Ґрін — ветеринар. Власник ферми, яка була знищена навалою «блукачів». (11 епізодів)
- Джеймс Аллен МакКун — Джиммі — хлопець Бетт. (10 епізодів)
- Майкл Зеген — Рендел — хлопець, якого зустріли Рік, Гленн та Гершель. (4 епізоди)
- Пруіт Тейлор Вінс — Отіс — управляючий фермою Гершеля. (2 епізоди)

Запрошені гості з першого сезону:
- Майкл Рукер — Мерл Діксон — Деріловий старший брат реднек, який з'явився йому у вигляді галюцинації. (1 епізод)
- Адам Мінарович — Ед Пелетьєр — померлий чоловік Керол, який з'являється у спогадах. (1 епізод)

## Виробництво

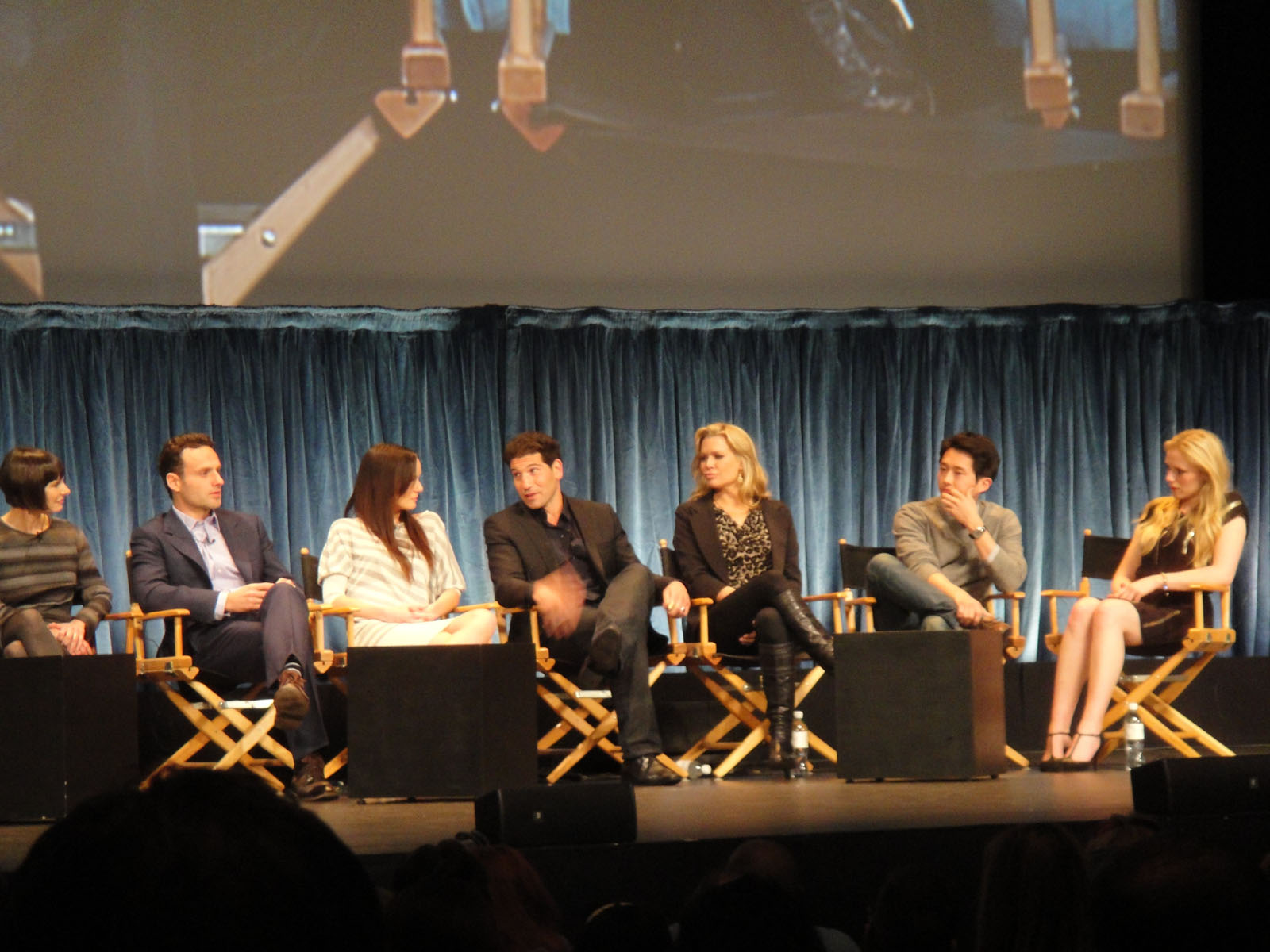
Акторський склад серіалу Ходячі мерці на PaleyFest 2011.

Після виходу в ефір першого сезону Deadline.com повідомив, що Френк Дарабонт у повному складі розпустив весь штат сценаристів і планує використовувати позаштатних авторів для наступного сезону. Це виявилось не зовсім правильно, і Роберт Кіркман, прокоментувавши цитату, сказав, що зміни в складі сценаристів не вплинуть на виробництво шоу. У лютому 2011 року було оголошено, що Глен Маззара, який написав сценарій до епізоду «Пекельний вогонь» першого сезону, був найнятий як сценарист/виконавчий продюсер для другого сезону і збирає штат з п'яти сценаристів.
У C2E2 члени трупи підтвердили, що сезон розпочнеться 1 червня 2011 року, і що Френк Дарабонт напише сценарій до прем'єрного епізоду. На цьому самому заході актори припустили, що відомий письменник і давній соратник Дарабонта Стівен Кінг може написати один з епізодів сезону. Пізніше Кіркман заявив, що поряд із ним, Дарабонтом і Маззарою штат сценаристів складатиметься зі Скота М. Гімпла, Евана Райлі, Анджели Канг, одного позаштатного автора та Девіда Леслі Джонсона.
Чотири актори приєдналися до акторського складу як нові персонажі: Скот Вілсон у ролі Гершеля Гріна, Лорен Кохан у ролі Меггі Грін, Пруіт Тейлор Вінс у ролі Отіса і Майкл Зеген у ролі хлопця на ім'я Рендал.
Прев'ю другого сезону було показано перед прем'єрою серіалу Пуститися берега 17 липня 2011 року, а повний трейлер другого сезону був представлений 22 липня 2011 року на Comic-Con 2011.
У липні 2011 року ряд розробників і шоуранер Френк Дарабонт пішов у відставку зі своєї посади, мотивуючи рішення тим, що йому важко пристосуватися до графіку зйомок телесеріалу. Виконавчий продюсер Глен Маззара став новим шоуранером серіалу. Раптове звільнення Дарабонта надалі викликало суперечки у серпні, коли The Hollywood Reporter, досліджуючи цю історію, дізнався що насправді Дарабонта звільнили у зв'язку зі скороченням бюджету серіалу та через напружені відносини з керівниками AMC.
Прем'єра вийшла в ефір у розширеному 90-хвилинному форматі, подібною на пілотний епізод. Після перших семи епізодів, серіал пішов на перерву, і повернувся на екрани 12 лютого 2012 року з заключними шістьма епізодами сезону аж до його завершення 18 березня 2012 року.

### Вебепізоди
Прем'єра шести вебепізодів Torn Apart відбулась 3 жовтня 2011 на офіційному сайті АМС. Режисером вебепізодів виступив художник-гример та співпродюсер Грегорі Нікотеро, і вони розповідають про історію походження Ханни, більш відомої як «Велосипедна дівчина» (англ. Bicycle Girl), яку Рік Граймс вбив у першому епізоді.

### Talking Dead
Слідом за прем'єрою другого сезону, 16 жовтня 2011 було запущено афтер-шоу під назвою «Talking Dead». Ведучим шоу є Кріс Гардвік. Шоу виходить в ефір у неділю, відразу після нового епізоду «Ходячі мерці». По ходу передачі гості шоу відповідають на питання телеглядачів та обговорюють останній епізод серіалу.

## Епізоди
| №  | #  | Назва                                                | Режисер(и)                              | Сценарист(и)                     | Вийшов у США      | Перегляд американцями (у мільйонах) |
| -- | -- | ---------------------------------------------------- | --------------------------------------- | -------------------------------- | ----------------- | ----------------------------------- |
| 7  | 1  | «Що чекає попереду» «What Lies Ahead»                | Ернест Дікерсон та Гвінет Гордер-Пейтон | Френк Дарабонт та Роберт Кіркман | 16 жовтня 2011    | 7.26                                |
| 8  | 2  | «Нехай проллється кров» «Bloodletting»               | Ернест Дікерсон                         | Глен Маззара                     | 23 жовтня 2011    | 6.70                                |
| 9  | 3  | «Останній прибережи» «Save the Last One»             | Філ Абрахам                             | Скотт М. Гімпл                   | 30 жовтня 2011    | 6.10                                |
| 10 | 4  | «Троянда Черокі» «Cherokee Rose»                     | Білл Джірхарт                           | Еван Райлі                       | 6 листопада 2011  | 6.29                                |
| 11 | 5  | «Чупакабра» «Chupacabra»                             | Гай Ферланд                             | Девід Леслі Джонсон              | 13 листопада 2011 | 6.12                                |
| 12 | 6  | «Таємниці» «Secrets»                                 | Девід Бойд                              | Анджела Канг                     | 20 листопада 2011 | 6.08                                |
| 13 | 7  | «Остаточно мертві й край» «Pretty Much Dead Already» | Мішель МакЛарен                         | Скотт М. Гімпл                   | 27 листопада 2011 | 6.62                                |
| 14 | 8  | «Небраска» «Nebraska»                                | Кларк Джонсон                           | Еван Райлі                       | 12 лютого 2012    | 8.10                                |
| 15 | 9  | «Під прицілом» «Triggerfinger»                       | Білл Джірхарт                           | Девід Леслі Джонсон              | 19 лютого 2012    | 6.89                                |
| 16 | 10 | «За 18 миль» «18 Miles Out»                          | Ернест Дікерсон                         | Скотт М. Гімпл і Глен Маззара    | 26 лютого 2012    | 7.04                                |
| 17 | 11 | «Суддя, присяжні, кат» «Judge, Jury, Executioner»    | Грегорі Нікотеро                        | Анджела Канг                     | 4 березня 2012    | 6.77                                |
| 18 | 12 | «Янголи милосердя» «Better Angels»                   | Гай Ферланд                             | Еван Райлі і Глен Маззара        | 11 березня 2012   | 6.89                                |
| 19 | 13 | «Біля згасаючого полум'я» «Beside the Dying Fire»    | Ернест Дікерсон                         | Роберт Кіркман і Глен Маззара    | 18 березня 2012   | 8.99                                |